# Gabriela Vergara
Gabriela Vergara, a właściwie Gabriela Vergara Aranguren (ur. 29 maja 1974 roku w Caracas, Wenezuela) – kolumbijska aktorka.
Gabriela Vergara znana jest z telenoweli kolumbijskiej Kobieta w lustrze, w której zagrała Barbarę Montesinos de Mutti, żonę Gabriela Mutti.

## Filmografia
- 2008: Secretos del Alma jako Denisse Junot
- 2005: El Amor No Tiene Precio
- 2005: Hacjenda La Tormenta jako Ariana Santino
- 2004- 2005: Kobieta w lustrze (La mujer en el espejo) jako Barbara Montesinos de Mutti
- 2004: Belinda jako Belinda Romero
- 2003: Córka ogrodnika (La Hija del Jardinero) jako Jennifer de la Vega
- 2002: Trapom Intimos jako Lucia Lobo Santacruz
- 2002: Mambo y Canela
- 2002: Lejna Como El viento jako Eugenia
- 2001: Felina jako Daniela
- 1999: Toda muter jako Manuela Mendoga Castillo
- 1998: El Pais de las Mujeres jako Almendra Sanchez
- 1997: Destino de Mujer jako Vanessa